# Deux Corniauds contre Cosa Nostra
Pour les articles homonymes, voir Corniaud.
Pour plus de détails, voir Fiche technique et Distribution.
Deux Corniauds contre Cosa Nostra (I due mafiosi) est une comédie policière hispano-italienne réalisée par Giorgio Simonelli et sortie en 1964.
Il s'agit d'une parodie du film Mafioso ; à l'origine, il devait s'agir d'un film de montage dans lequel les deux protagonistes ne devaient que commenter des strip-teases suggestifs (le genre mondo était très en vogue à l'époque), mais le réalisateur Simonelli a convaincu le producteur de tout changer,. C'est l'un des plus grands succès commerciaux du duo Franco et Ciccio, avec 4,5 millions d'entrées au box-office Italie 1963-1964.
Les extérieurs ont été tournés à Paris, plus précisément près de la rue Pigalle,.

## Synopsis
En Sicile, Ciccio Spampinato et Franco Fisichella, deux paysans à l'esprit lent, se promènent le long des chemins de campagne. Soudain ils entendent deux coups de feu tirés par un lupara. Le tireur est Don Calogero Sparatore, le chef de la mafia locale. Il décide de leur confier une mission : porter une mallette pleine d'or à Paris. La valise est en fait chargée de TNT : en fait, l'intention est de donner une leçon aux Français pour leur désobéissance. Le soir même, ils reçoivent l'ordre de partir pour Paris à la recherche d'un certain Totò Facciatagliata.
Dans l'avion, ils rencontrent l'illusionniste Misha qui échange sa valise contre la leur. En arrivant à l'hôtel, ils trouvent Facciatagliata poignardé à mort. Laissés sans ordres, Ciccio et Franco appellent en Sicile pour savoir ce qu'il faut faire. Don Calogero les charge de rencontrer un antiquaire, un certain Alfonso Girgenti. Avant le rendez-vous, Franco, curieux, ouvre sa valise mais trouve les jouets du magicien. Le soir même, ils partent donc à la recherche de leur valise, indispensable pour le rendez-vous. Ils font le tour des boîtes de nuit de la ville et c'est là que les ennuis commencent. Ils rencontrent deux jeunes filles, Jacqueline et Clémentine, sans savoir qu'il s'agit en fait de deux policières en civil qui tentent de les protéger. Le lendemain, ils se retrouvent donc dans un commissariat parisien où le commissaire Dupont les garde sous surveillance.
Le lendemain, les deux hommes trouvent Don Alfonso poignardé à mort. Cependant, avant de mourir, le picciotto leur avait laissé un message les avertissant que le rendez-vous était reporté le vendredi suivant, au port de Saint-Tropez.
Après diverses aventures, Franco et Ciccio se retrouvent à nouveau en difficulté : en effet, Don Fifì leur vole leur valise ; heureusement, le magicien, qui se trouve être avec eux, lui joue un tour. Finalement, les mafieux français prennent la valise et s'échappent sur le yacht : c'est à ce moment-là que la bombe explose enfin, et au bon moment.
Don Fifì essaie de se faire pardonner en leur accordant l'hospitalité dans sa discothèque. Franco et Ciccio décident alors de rester en France pour toujours.

## Fiche technique
- Titre original italien : I due mafiosi[4]
- Titre français : Deux Corniauds contre Cosa Nostra ou Deux Corniauds contre le parrain ou Deux de la mafia[5]
- Réalisateur : Giorgio Simonelli
- Scénario : Bruno Corbucci, Giovanni Grimaldi
- Photographie : Julio Ortas
- Montage : Franco Fraticelli
- Musique : Stefano Torossi (it), Giorgio Fabor
- Décors : Franco Lolli
- Costumes : Anna Benedetti
- Production : Edmondo Amati, Maurizio Amati, Maria-Angel Coma-Borras
- Sociétés de production : Fida Cinematografica, Hispamer Films
- Pays de production :  Italie  Espagne
- Langue originale : italien
- Format : Couleur par Eastmancolor - 2,35:1 - Son mono - 35 mm
- Durée : 90 minutes
- Genre : Comédie et film de gangsters
- Dates de sortie :
  - Italie : janvier 1964
  - France : 24 décembre 1973[5]

## Distribution
- Franco Franchi : Franco Fisichella
- Ciccio Ingrassia : Ciccio Spampinato
- Aroldo Tieri : Comm. Dupont
- Carmelo Oliviero : Don Fifì le Marocain.
- Gino Buzzanca : Don Calogero Sparatore
- Misha Auer : Mischa
- Moira Orfei : Claudette
- Silvia Solar Clémentine
- Isabella Biagini : Jacqueline
- Mario Frera : Régisseur